# الأكاديمية العسكرية للدراسات العليا والإستراتيجية (مصر)
الأكاديمية العسكرية للدراسات العليا والاستراتيجية "أكاديمية ناصر العسكرية العليا (سابقاً)" هي أكاديمية عسكرية تختص بالدراسات العسكرية العليا في مصر، ويرأس مجلسها الأعلى رئيس أركان حرب القوات المسلحة المصرية.
يقع مقرها في مركز قيادة الدولة الإستراتيجي بالعاصمة الإدارية الجديدة.

## الخلفية التاريخية
أفتتحت أكاديمية ناصر العسكرية العليا في 6 مارس 1965 وشكلت لها هيئة تدريس من الخبراء الـروس واقتصرت الدراسة على كلية الحرب العليا. مع بداية الدورة الثانية للدراسة في سبتمبر 1966 عقدت الدورة الأولى بكلية الدفاع الـوطني.
توقفت الدراسة بالأكاديمية من يونيو 1967 حتى ديسمبر 1973 وتأجلت دوراتها الأساسية لظروف الحرب وفي خلال هذه الفترة عقدت دورات قصيرة لـكبار الضباط.
بعد حرب أكتوبر استمرت الدراسة بالأكاديمية وتم ترجمة المراجع الروسية إلى اللغة العربية وتم تدريس المناهج بواسطة أعضاء هيئة تدريس مصريين.
في عام 1975 بدء استقبال الدارسين الوافدين من الدول العربية ومختلف دول العالم.
في عام 1994 انضم مركز الدراسات الإستراتيجية إلى تنظيم الأكاديمية.
في عام 2022 انضمت كلية القادة والأركان إلى تنظيم الأكاديمية.

## التشريعات المنظمة
- قانون رقم 101 لسنة 1952 في شأن نظام كلية أركان الحرب الملكية.[3]
- قانون رقم 15 لسنة 1953 بشأن اللائحة الأساسية لكلية أركان الحرب الملكية.[4][5]
  - ألغي بموجبه:
    - القانون رقم 101 لسنة 1952.

  - التعديلات:
    - قانون رقم 134 لسنة 1954.[6][7]
- قانون رقم 54 لسنة 1967 بإنشاء أكاديمية ناصر العسكرية العليا.[8][9]
  - التعديلات:
    - قانون رقم 7 لسنة 1975.[10][11]
- قانون رقم 94 لسنة 1975 بشأن نظام كلية القادة وأركان الحرب.[12][13]
  - ألغي بموجبه:
    - القانون رقم 15 لسنة 1953.
- قانون رقم 128 لسنة 1981 بشأن نظام أكاديمية ناصر العسكرية العليا:[14][15][16]
  - ألغي بموجبه:
    - القانون رقم 54 لسنة 1967.

  - التعديلات:
    - قانون رقم 125 لسنة 2014.[17][18]
    - قانون رقم 148 لسنة 2022: تم بموجبه تغيير اسم الأكاديمية ليصبح "أكاديمية ناصر العسكرية للدراسات العليا" بدلاً من "أكاديمية ناصر العسكرية العليا". وتم ضم كلية القادة والأركان إلى تبعية الأكاديمية. وألغي بموجبه القانون رقم 94 لسنة 1975.[19][20]
    - قانون رقم 158 لسنة 2023: تم بموجبه تغيير اسم الأكاديمية ليصبح "الأكاديمية العسكرية للدراسات العليا والاستراتيجية" بدلاً من "أكاديمية ناصر العسكرية للدراسات العليا".[21][22]

  - اللائحة التنفيذية:
    - قرار وزارة الدفاع والإنتاج الحربي رقم 93 لسنة 1984 بإصدار اللائحة التنفيذية لقانون نظام أكاديمية ناصر العسكرية العليا.[23]
    - قرار وزارة الدفاع والإنتاج الحربي رقم 128 لسنة 1989 بتعديل بعض أحكام اللائحة التنفيذية لقانون نظام أكاديمية ناصر العسكرية العليا.[24]
    - قرار وزارة الدفاع والإنتاج الحربي رقم 210 لسنة 2018 بتعديل بعض أحكام اللائحة التنفيذية لقانون نظام أكاديمية ناصر العسكرية العليا.[25]
- قرار رئيس الجمهورية رقم 321 لسنة 1994 بإنشاء مركز الدراسات الاستراتيجية للقوات المسلحة بأكاديمية ناصر العسكرية العليا.[26][27]

## شعار الأكاديمية
«الفكر ـ الإيمان ـ النصر».

## مهام الأكاديمية
1. تأهيل وتنمية قدرات ومهارات كبار ضباط القوات المسلحة لشغل المناصب العليا في قياداتها الإستراتيجية والعملياتية (التعبوية).
2. تأهيل وتنمية قدرات ومهارات كبار العاملين المدنيين في الدولة لتولي المناصب القيادية.
3. المساهمة في أنشطة الدراسات العسكرية على مستوى القوات المسلحة.
4. توثيق الروابط الثقافية والعلمية مع الأكاديميات والهيئات العلمية المماثلة على الصعيدين العربي والدولي.

## تنظيم الأكاديمية

### كلية القادة والأركان

#### النشأة والتطوير
- أنشأت مدرسة الأركان حرب عام 1821 بناء على مشورة الأميرالاي عثمان نور الدين في عهد والي مصر محمد علي باشا وبدأت الدراسة بها عام 1825 وكانت مدة الدراسة بها 3 سنوات وتوقفت بإلغاء المدارس الحربية عام 1855 في عهد الوالي محمد سعيد باشا.
- أعيد إفتتاحها مرة أخرى عام 1938 في عهد الملك فاروق الأول تحت إسم كلية أركان حرب الملكية بمنشية البكري وكان التدريس بها باللغة الإنجليزية وإعتباراً من عام 1948 تحول التدريس إلى اللغة العربية.
- بعد قيام ثورة يوليو عام 1952 تم تعديل إسم الكلية ليكون كلية أركان حرب وفي 2 أكتوبر 1965 تم تعديل الإسم ليكون كلية القادة وأركان حرب وإعتباراً من 1 ديسمبر 1975 تم التعديل إلى الإسم الحالي كلية القادة والأركان.[28]

#### اختصاصات الكلية
- إعداد الضباط من القوات البرية والأفرع الرئيسية للقوات المسلحة لشغل وظائف القيادة وأركان الحرب لمستوى الوحدة والتشكيل لقواتهم.
- إعداد الضباط من القوات البرية والأفرع الرئيسية للقوات المسلحة لشغل وظائف الأركان العامة في مختلف مستويات القيادات بالقوات المسلحة وذلك بدراسات عليا للعلوم والفنون العسكرية.
- تدريس كل ما يتصل بفنون الحرب وأساليب القتال الحديثة سواء في النواحي النظرية أو التطبيقية أو العملية مع ما تستلزمه تلك الدراسة من إجراء المشروعات التكتيكية أو الاستراتيجية.[15]

#### مديري الكلية
- لواء أركان حرب / أحمد محمود صفي الدين.[29]
- لواء أركان حرب / طارق علي حافظ.[30]
- لواء أركان حرب / عبد المنعم عبد الحميد إمام.[30][31]

- لواء أركان حرب / عبد الناصر حسن العزب.[30][32]
- لواء أركان حرب / عبد المجيد صقر.[30][33]
- لواء أركان حرب / محمود خليفة.[30][34]
- لواء أركان حرب / أحمد عبد الله.[30][35]
- لواء أركان حرب / محمود السيد بيومي.[30][36]
- لواء أركان حرب / أمالي أحمد.[30][37]
- لواء أركان حرب / عصمت عبد اللطيف.[30][38]
- لواء أركان حرب / محمود طلحة.[30][39]
- لواء أركان حرب / ممدوح فتحي منصور.[30]
- لواء أركان حرب / محمد صلاح سالم.[30]
- لواء أركان حرب / محمد رائف سالم.[30]
- لواء أركان حرب / ناجي عبده إبراهيم.[30]
- لواء أركان حرب / محمد عادل عبد الله.[30][40]
- لواء أركان حرب / فاروق عبد الغني.[30]
- لواء أركان حرب / محمد عماد الدين.[30]
- لواء أركان حرب / عثمان محمود.[30]
- لواء أركان حرب / أحمد عبد السلام.[30]
- لواء أركان حرب / صلاح الدين محمود.[30]
- لواء أركان حرب / أحمد عبد الغني.[30]
- لواء أركان حرب / أحمد فتحي.[30]
- لواء أركان حرب / جعفر محمد عبد المجيد.[30]
- لواء أركان حرب / محمد عبد القادر.[30]
- لواء أركان حرب / منقريوس نظمي.[30]
- لواء أركان حرب / عبد الجواد علي.[30]
- لواء أركان حرب / سيد فهمي.[30]
- لواء أركان حرب / محمد حمدي هيبة.[30]
- لواء أركان حرب / أحمد عبد البارى.[30]
- لواء أركان حرب / أحمد فهيم بك.[30]
- لواء أركان حرب / عباس عبد المجيد.[30]
- لواء أركان حرب / محمد بك مصطفى.[30]
- لواء أركان حرب / أمين بك منصور.[30]
- لواء أركان حرب / محمد بك هاشم.[30]
- لواء أركان حرب / محمد بك ذكي.[30]
- لواء أركان حرب / علي بك موافي.[30]
- لواء أركان حرب / محمد بك ذكي.[30]
- لواء أركان حرب / أحمد بك حمدي.[30]

### كلية الحرب العليا

#### اختصاصات الكلية
- تأهيل وتنمية قدرات ومهارات كبار الضباط لشغل المناصب العليا في القوات المسلحة.
- التدريس والبحث العلمي في مجال العلوم العسكرية لإعداد وتأهيل كبار الضباط بالقوات المسلحة، للقيام بأعمال التخطيط وقيادة وإدارة العمليات العسكرية على المستوى التعبوي وعلى المستوى الاستراتيجي.[15]

### كلية الدفاع الوطني

#### اختصاصات الكلية
- تأهيل وتنمية قدرات ومهارات كبار ضباط القوات المسلحة وكبار العاملين المدنيين بالدولة لشغل المناصب العليا بالدولة.
- التدريس والبحث العلمي في مجال التخطيط لتحقيق الأمن القومي ولإرساء الاستراتيجية القومية بكل جوانبها السياسية والعسكرية والاقتصادية والاجتماعية.[15]

### المجلس الأعلى للأكاديمية
يشكل المجلس الأعلى للأكاديمية برئاسة رئيس أركان حرب القوات المسلحة وعضوية كل من:
- قادة الأفرع الرئيسية للقوات المسلحة.
- رؤساء هيئات وإدارات القوات المسلحة الذين يصدر بتعيينهم قرار من وزير الدفاع.
- مدير الأكاديمية.
- مديرو الكليات والمعاهد التابعة للأكاديمية.
- عدد لا يزيد على خمسة أعضاء من ذوي الكفاءة والخبرة الفنية في شئون الدراسات العسكرية العليا، أو في المجالات المتصلة بأغراض الأكاديمية وذلك لمدة سنتين قابلة للتجديد، ويتم تعيينهم بقرار من وزير الدفاع، بناء على اقتراح رئيس المجلس الأعلى للأكاديمية.
- مساعد مدير الأكاديمية للشئون التعليمية (أمينا للسر).[15]

### مجلس الأكاديمية
يشكل مجلس الأكاديمية من مدير الأكاديمية رئيسا وعضوية كل من:
- نائب مدير الأكاديمية.
- مديري الكليات والمعاهد التابعة للأكاديمية.
- نواب مديري الكليات والمعاهد التابعة للأكاديمية
- مساعد مدير الأكاديمية للبحوث
- مساعد مدير الأكاديمية للشئون التعليمية (أمينا للسر).[15]

## الدرجات العلمية
- دبلوم الدراسات الاستراتيجية، لمن أتم الدراسة بنجاح بكلية الدفاع الوطني.
- دورة أركان الحرب (درجة الماجستير في العلوم العسكرية) للعسكريين فقط:
  - يمنح خريجو دورة أركان الحرب من كلية القادة والأركان درجة ماجستير في العلوم العسكرية بقرار من وزير الدفاع بناء على توصية المجلس الأعلى للأكاديمية.
  - يتمتع الضباط الحائزين على درجة ماجستير في العلوم العسكرية من خريجى كلية القادة والأركان بالمزايا الآتية:
    - ذكر لقب أركان حرب بعد رتبتهم العسكرية.
    - ارتداء علامة مميزة وفقاً لما ينشر بالأوامر العسكرية.
    - استحقاق علاوة أركان حرب طبقا للرتبة والفئات المنصوص عليها في القوانين ، ويعتبر خريجو دورة أركان حرب مؤهلين للترقية للرتب الأعلى.
    - لحاملي درجة ماجستير العلوم العسكرية من خريجي كلية القادة والأركان إعداد رسالة علمية عسكرية تقوم أساسا على البحث المبتكر في النواحي العسكرية تقدم لإجازتها بواسطة الأكاديمية لمنح درجة الدكتوراة في العلوم العسكرية، وذلك طبقا للوائح التنفيذية للأكاديمية واللائحة الأساسية لكلية الحرب العليا.[15]
- زميل كلية الحرب العليا، لمن أتم الدراسة بنجاح بكلية الحرب العليا.
- زميل كلية الدفاع الوطني، لمن أتم الدراسة بنجاح بكلية الدفاع الوطني.
  - تعادل تمهيدي الدكتوراه وتمنح للعسكريين «والمدنيين من الموظفين الحكوميين فقط والمرشحين لمواقع قيادية ويشترط لها الترشيح من الوزارة المختصة وتفرغ تام».
- زميل الأكاديمية العسكرية للدراسات العليا والاستراتيجية، لمن أتم الدراسة بنجاح بكليتي الحرب العليا والدفاع الوطني.
- درجة الدكتوراه في الفلسفة في العلوم العسكرية.
- درجة الدكتوراه في الفلسفة الإستراتيجية.

يحمل خريجو الأكاديمية علامة مميزة تحدد بقرار من وزير الدفاع.
يشترط فيمن يتقدم للحصول على درجة الدكتوراه في الكليات والمعاهد التابعة للأكاديمية أن يكون من خريجي إحدى الكليات التابعة للأكاديمية أو من الأكاديميات المماثلة بالدول العربية والأجنبية وحاصلاً على درجة ماجستير في العلوم العسكرية التي تمنحها إحدى الكليات أو المعاهد العسكرية بالقوات المسلحة المصرية أو ما يعادلها، أو يكون حاصلاً على درجة الماجستير من إحدى الجامعات المصرية أو ما يعادلها إذا كان خريج الأكاديمية من المدنيين.
تقوم الدكتوراه أساسًا على البحث المبتكر لمدة لا تقل عن سنتين وتنتهي بتقديم رسالة تقبلها لجنة الحكم، ويجوز أن يكلف الدارس ببعض الدراسات المتقدمة طبقًا لما تحدده اللوائح التنفيذية، ويشترط لإجازة رسالة الدكتوراه أن تكون عملاً ذا قيمة يشهد للدارس بكفايته الشخصية في بحوثه ودراساته ويمثل إضافة علمية جديدة.

## أعضاء هيئة التدريس
يتم اختيار أعضاء هيئة التدريس من نخبة متميزة من ضباط القوات المسلحة وقد نص القانون الأساسي بإنشاء الأكاديمية على:
1. أن يكون خريج الأكاديمية من إحدى كلياتها بتقدير لا يقل عن جيد جداً.
2. أن يكون من الضباط النابهين في مجال تخصصهم ومن القادريين على الإسهام النشط في كافة الجوانب العملية التعليمية.
3. أن تتوافر لديه الخبرة الميدانية نتيجة الاشتراك في العمليات الحربية وشغل الوظائف الرئيسية في سلاحه وفي هيئات القيادة على المستويين الإستراتيجي والعملياتي.
4. أن يكون قد سبق له العمل مدرساً في كلية القادة والأركان أو أحد المعاهد العسكرية.
5. كما يمكن الاستفادة بالضباط المتقاعدين ذوي الخبرة للعمل أعضاء هيئة تدريس للاستفادة من خبراتهم.

## دورات المدنيين
- الدورة التثقيفية للدراسات الإستراتيجية والأمن القومي:
  - دراسة مسائية لمدة أسبوعين.
- الدورة التثقيفية لإدارة الأزمات والتفاوض:
  - للحاصلين على دورة الدراسات الإستراتيجية والأمن القومي.
  - دورة مسائية لمدة أسبوعين.
- الدورة التثقيفية للتفكير المستقبلي وصناعة القرار:
  - للحاصلين على الدورة التثقيفية لإدارة الأزمات والتفاوض.
  - دورة مسائية لمدة أسبوعين.
- الدورة التثقيفية لأساليب الوقاية من الحروب الحديثة في ظل التطور التكنولوجي:
  - دورة مسائية لمدة أسبوعين.
- الدورة التثقيفية لتنمية مهارات التحليل الإستراتيجي:
  - دورة مسائية لمدة أسبوعين.
- الدورة التثقيفية القيادة والريادة:
  - دورة مسائية لمدة أسبوعين.
- الدورة التثقيفية للذكاء الإصطناعي والأمن السيبراني:
  - دورة مسائية لمدة أسبوعين.
- الدورة التثقيفية للتخطيط الإستراتيجي القومي:
  - دورة مسائية لمدة أسبوعين.
- دورة تدريب المتدربين (tot)
  - دورة مسائية لمدة خمس أيام.
- دورة تدريب المتدربين مستوي متقدم(tot2)
  - دورة مسائية لمدة خمس أيام.[41]

## مديرو الأكاديمية
- لواء أركان حرب / عاطف عبد الرؤوف.[42]
- لواء أركان حرب / أشرف فارس.[43][44]
- لواء أركان حرب / أيمن نعيم ثابت

(يونيو 2021 - يونيو 2022).
- لواء أركان حرب / طارق أنور هلال

(ديسمبر 2019 - يونيو 2021).
- لواء أركان حرب / شريف فهمي بشارة

(ديسمبر 2018 - نوفمبر 2019).
- لواء أركان حرب / صفوت صادق الديب

(سبتمبر 2016 - ديسمبر 2018).
- لواء أركان حرب / عاطف عبد الفتاح عبد الرحمن عيداروس

(أبريل 2014 - سبتمبر 2016).
- لواء أركان حرب / أحمد يوسف عبد النبي

(يناير 2013 - أبريل 2014).
- لواء أركان حرب / فهمي رفعت زين الدين

(أبريل 2011 - ديسمبر 2012).
- لواء أركان حرب / طه السيد

(يناير 2008 - أبريل 2011).
- لواء أركان حرب / أحمد سيد درويش

(نوفمبر 2005 - ديسمبر 2007).
- لواء أركان حرب / السعيد عبد الرازق

(يونيو 2004 - نوفمبر 2005).
- لواء أركان حرب / محمود عوض غنيم

(ديسمبر 2001 - يونيو 2004).
- لواء أركان حرب / عبد الرؤوف سليمان

(ديسمبر 1999 - ديسمبر 2001).
- لواء أركان حرب / بهاء الدين سليمان

(ديسمبر 1998 - ديسمبر 1999).
- لواء أركان حرب / ممدوح كامل عبد اللطيف

(ديسمبر 1997 - ديسمبر 1998).
- لواء أركان حرب / أمين أسعد

(ديسمبر 1996 - ديسمبر 1997).
- لواء أركان حرب / إبراهيم إسماعيل الهراوي

(يونيو 1995 - ديسمبر 1996).
- لواء أركان حرب / محمد صلاح سالم

(يونيو 1993 - يونيو 1995).
- لواء أركان حرب / علي إبراهيم عوض الله

(ديسمبر 1991 - يونيو 1993).
- لواء أركان حرب / زكريا حسين

(ديسمبر 1990 - ديسمبر 1991).
- لواء أركان حرب / محمود إمام

(ديسمبر 1988 - ديسمبر 1990).
- لواء أركان حرب / نيازي شيمي

(ديسمبر 1987 - ديسمبر 1988).
- لواء أركان حرب / محمد حسن الكسار

(ديسمبر 1985 - ديسمبر 1987).
- لواء أركان حرب / علي فهمي حامد

(نوفمبر 1983 - ديسمبر 1985).
- لواء أركان حرب / أحمد إسماعيل فخر

(فبراير 1982 - نوفمبر 1983).
- لواء أركان حرب / عبد الستار أمين عز الدين

(يونيو 1981 - فبراير 1982).
- لواء أركان حرب / أحمد شوقي فراج

(ديسمبر 1980 - يونيو 1981).
- لواء أركان حرب / عبد الستار أمين عز الدين.

(ديسمبر 1979 - ديسمبر 1980)
- لواء أركان حرب / عباس عوض الله

(يونيو 1975 - ديسمبر 1979).
- لواء أركان حرب / كمال الدين منير

(يونيو 1971 - يونيو 1975).
- لواء أركان حرب / مصطفى الجمل

(سبتمبر 1969 - يونيو 1971).
- لواء أركان حرب / حسن البدري

(نوفمبر 1968 - سبتمبر 1969).
- لواء أركان حرب / محمود ماهر الرمالي

(يوليو 1968 - نوفمبر 1968).
- لواء أركان حرب / عبد الغني البشري

(مايو 1967 - يوليو 1968).
- فريق / صلاح الدين الحديدي

(يوليو 1966 - مايو 1967).